# Pseudamigus
Pseudamigus is een geslacht van rechtvleugeligen uit de familie Pamphagidae. De wetenschappelijke naam van dit geslacht is voor het eerst geldig gepubliceerd in 1943 door Lucien Chopard.

## Soorten
Het geslacht Pseudamigus  is monotypisch en omvat slechts de volgende soort:
- Pseudamigus villiersi (Chopard, 1939)